# Textilgruppen

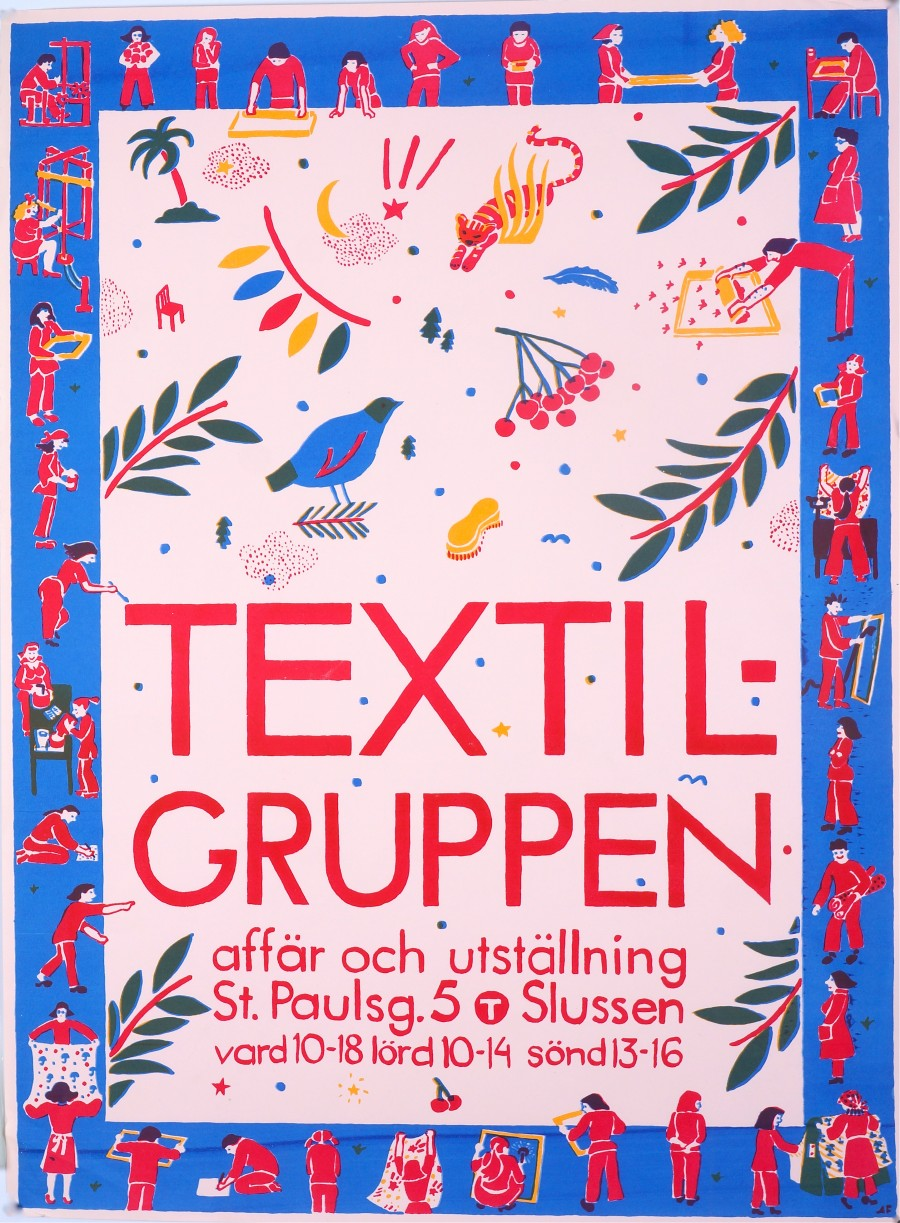
Affisch för Textilgruppen. Konstnär Annette Fahlsten.

Textilgruppen var ett konstnärskollektiv för utställnings- och försäljningsverksamhet som hade sin mest produktiva period från 1973 till 1993.
Textilgruppen bildades 1973 av 44 textilkonstnärer. Förutsättningen var den nystartade Kollektivverkstan på Södermalm i Stockholm, som bildades med ett starkt stöd från Stockholms ledande socialdemokrater. Den mer lätthanterade tekniken med pigmentfärger för textiltryck hade då introducerats av österrikaren Richard Künzl.
Utställnings- och försäljningsverksamheten bedrevs de första åren på Sankt Paulsgatan på Södermalm i Stockholm, från 1978 på Hornsgatan 6. År 1993 lades utställningsverksamheten ner då fastigheten skulle renoveras.
Textilgruppen engagerade sig också i solidaritetsrörelser som Vietnamrörelsen, liksom i antikärnkraftsrörelsen.

## Utställningar i egna lokaler
I kollektivets egna lokaler pågick ständigt utställningar med kollektivets medlemmar: separat-, grupp- och samlingsutställningar. Dessutom bjöds gäster in.
- 1979 "Kvinnor mot kärnkraft" med fanor från en demonstration samt "Nej till strålande tider", en utställning mot kärnkraft[12][10].
- 1980 Vävar tillsammans med Torsten Fridh och Birger Mörk[12].
- 1982 Sex isländska textilkonstnärer gästade Textilgruppen[12].
- 1983 Finländska textilier med Agneta Backlund och Helena Hyvönen[12].
- 1987 Textilkonst i offentlig miljö[12].
- 1989 Konsthantverkshuset i Göteborg[12] och gamla täcken från Roslagen[12].
- 1990 Utländska gäster: Gruppe 78 från Schweiz, Nordiska textiltryckare och Bulgarisk monumental textil[12].
- 1991 "Red Illusion" med Hiroko Watanabe och Emalj, grafik, skulptur och textil från Konstnärernas kollektivverkstad[12].
- 1992 ON-gruppen från Estland och konst från Konstnärernas kollektivverkstad.

## Utställningar på andra platser i Sverige
Utställningar i Textilgruppens regi ägde varje år rum på många platser runt om i Sverige.
Vissa utställningar skedde i samarbete med andra kollektiv, t.ex. 1978 på Röhska konstslöjdsmuseet i Göteborg tillsammans med Blås och knåda och Konsthantverkshuset.
Vandringsutställningar ordnades av Folkets Hus-föreningarna, Konstfrämjandet och Nationalmuseum. Titlarna kunde vara Metervaror, Rapport från ett tryckbord eller Småkonst & storverk.
Utställningar på Kulturhuset, Stockholm var bland annat "Meter och kilometervara" och "Från jordens inre" (IBM-utsmyckningen) 1975 samt ”Alla tiders mönster”1978.

## Utställningar utomlands
- 1974 Nordens hus i Reykjavik, Island[17].
- 1975 Internationella valutafonden i Washington, USA[11].
- 1976 Mönstermässan i Milano, Italien[12]
- 1979 Sommarutställning på Christiansholm i Kristiansand, Norge[11].
- 1984 La VII Feria Nacional de Arte Popular, Kuba[12] samt "Creative Sweden", en vandringsutställning i Afrika: Zimbabwe, Botswana, Mocambique, Tanzania, Zambia, Tunisen. Arr. Riksutställningar och Svensk Form[12].
- 1985 Ciego de Avida, Kuba[12].
- 1986 Svenska Institutet i Aten, Grekland; Bratislava i Tjeckoslavakien och Sterling i Skottland[12].
- 1988 München, Tyskland[12]
- 1990 Bulgarien[12].
- 1991 Vandringsutställning i Chile; arr Svenska institutet. Dessutom utställningar i Zürich, Schweiz och Tallin, Estland[12].

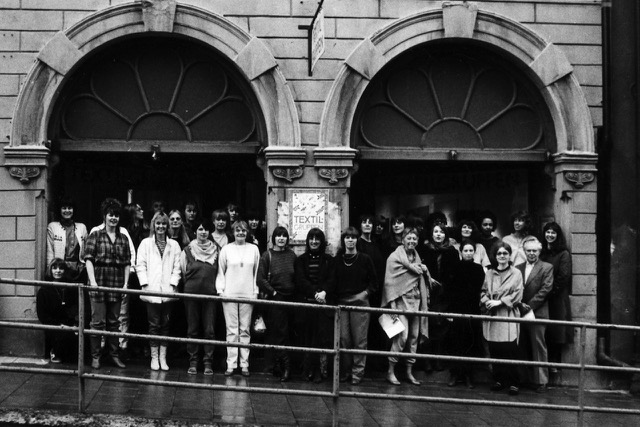
Textilgruppens medlemmar utanför utställningslokalen på Hornsgatan vid tioårsjubiléet 1983.

## Medlemmar
- Irene Agbaje[12][18]
- Barbro Ager-Ländin[11][18][19]
- Tania Alyhr[11][18]
- Inger Andersson[12][18][20]
- Renée Andersson Cuddihy[12][18]
- Åsa Bengtsson[11]
- Britta Berg[18][21]
- Margareta Bergstrand[11][18]
- Rut Beskow[11][18]
- Ulla Carlsson[11][18][22][23]
- Satu Carlsten[11][18]
- Britta Carlström[11][18]
- Britt-Marie Christoffersson[11]
- Ulla Colliander[11][18]
- Bessie Dammert-Wilke[11][18]
- Carina Edlund[18]
- Karin Egertz[12][18]
- Eva Ekeblad[11]
- Sicilia Ekvall[18][24]
- Karin Embring[11]
- Kicken Ericson[11]
- Annette Fahlsten[11]
- Birgitta Faxe Sandahl[11]
- Anita Gidlund-Ullerstam[11]
- Ann-Marie Grill Granhammer[11][25]
- Ronny Grip[11]
- Ulla Grytt[11]
- Susan Gröndal[11][18][26]
- Ingalill Gullers[11][18][27]
- Ingegerd Hadarsson[12]
- Lisbeth Hagstrand-Karlberg[11][18]
- Ritva Hansson[11][18][28]
- Barbara Hernze[12]
- Nillan Holmgren[18][29]
- Lillevi Hultman[11][18]
- Ingela Håkansson-Lamm[11]
- Elisabeth Höier[12][30]
- Britta Ideström[11]
- Tuula Jalkanen[11]
- Lisbet Jansson[11][18]
- Ingmar Johannson[11]
- Inger Johansson[11]
- Lenka Jonesson Deker[12][18]
- Kicki Jonsson-Kiusalaas[18][31]
- Saimi Kling[11][18]
- Margareta Klingberg[12][18]
- Christina Knall[11][32]
- Karin Kronvall[12]
- Richard Künzl[8][11][18]
- Eva Lagnert[11]
- Kristina Laurent[11][18][27]
- Lova Lindroos[11]
- Karina Lidström[11][33]
- Annika Liljedahl[11][18]
- Lova Lindroos[18]
- Ulla Lundgren[11][18][34]
- Carina Moberg
- Raisa Murikoff[11][27]
- Kerstin Neij[11][18][35]
- Monica Nilsson[11]
- Sara Nyberg-Wallner[11][18]
- Veronica Nygren[11][27]
- Gunnel Oldenmark[11]
- Lena Olsson Möller[11][18]
- Mona Pedersson[18][36]
- Ingrid Persson-Titelman[11]
- Kajsa af Petersens[11]
- Eva Rodenius[11]
- Margareta Röstin[11]
- Nini Sandström[11][18][37]
- Gro Sanner[12][18]
- Mildred Samuelsson (f.d. Stolpe)[11][12][38]
- Tuula Savolainen[18][39]
- Maria Silfverhielm[11]
- Inger Sjödin[11]
- Jin-Sook So[12][40]
- Fatima Svendsen (f.d. Ekman)[11][18]
- P-O Söderlund[41]
- Kazuko Tamura[12]
- Anita Ullerstam[11][18][42]
- Unn Waern[12][18]
- Ann-Cathrine Wassmuth-Ericson[18]
- Ulla West
- Petra Westermark[11]
- Mica Wikström[11]